# Jean Kiras
Jean Kiras, pseudonyme de Jean Kirastinnicos, né le 23 février 1939 à Paris, est un peintre, sculpteur, lithographe et scénographe français.

## Biographie
Jean Kiras fait ses études artistiques à l'école des beaux-arts de Clermont-Ferrand - Le maître qu'il aime évoquer est Claude Malespine, directeur de l'école et auteur des fresques murales de l'église Saint-Martin d'Arthon - où il obtient le certificat d'aptitude à une formation artistique et le diplôme national supérieur de peinture. En 1958, il est pensionnaire à la Casa Rosello à Collioure. En 1965 et 1966, il collabore au séminaire Tony Garnier. Au cours de sa carrière, il enseigne le dessin et l'histoire de l'art, notamment à l'Institut de formation, de recherche et de promotion (IFOREP) et à l'École nationale supérieure de création industrielle à Paris.
Jean Kiras se consacre avant tout à la création artistique. Il travaille successivement à Paris, Saint-Denis et, actuellement, Troyes, en tant que sculpteur mais surtout en tant que peintre.

## Œuvre
Itinéraire, en 1982, à l’IFOREP de Bures-Morainvilliers, est la première rétrospective des peintures et dessins de Jean Kiras. En juin-octobre 2009, une rétrospective Jean Kiras - Regards sur trente années de peinture organisée par le musée d'Art moderne de Troyes est l’occasion de découvrir la continuité artistique de son œuvre, qui dépasse les différences des sujets qui l’inspirent et, même, qui est d’autant plus importante que l’analyse des sujets est plus précise, les restituant à chaque fois dans l’individualité de leur vérité intrinsèque.

### Peinture

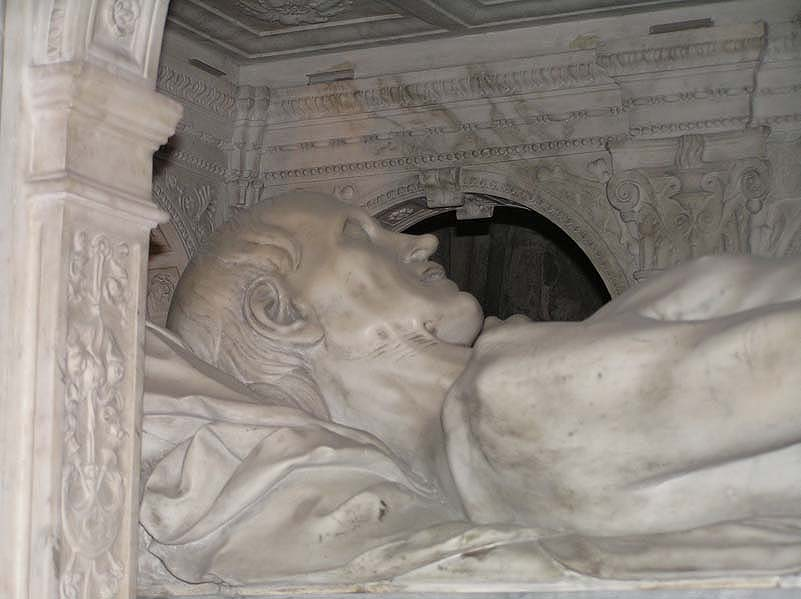
Gisant de Louis XII, Saint-Denis

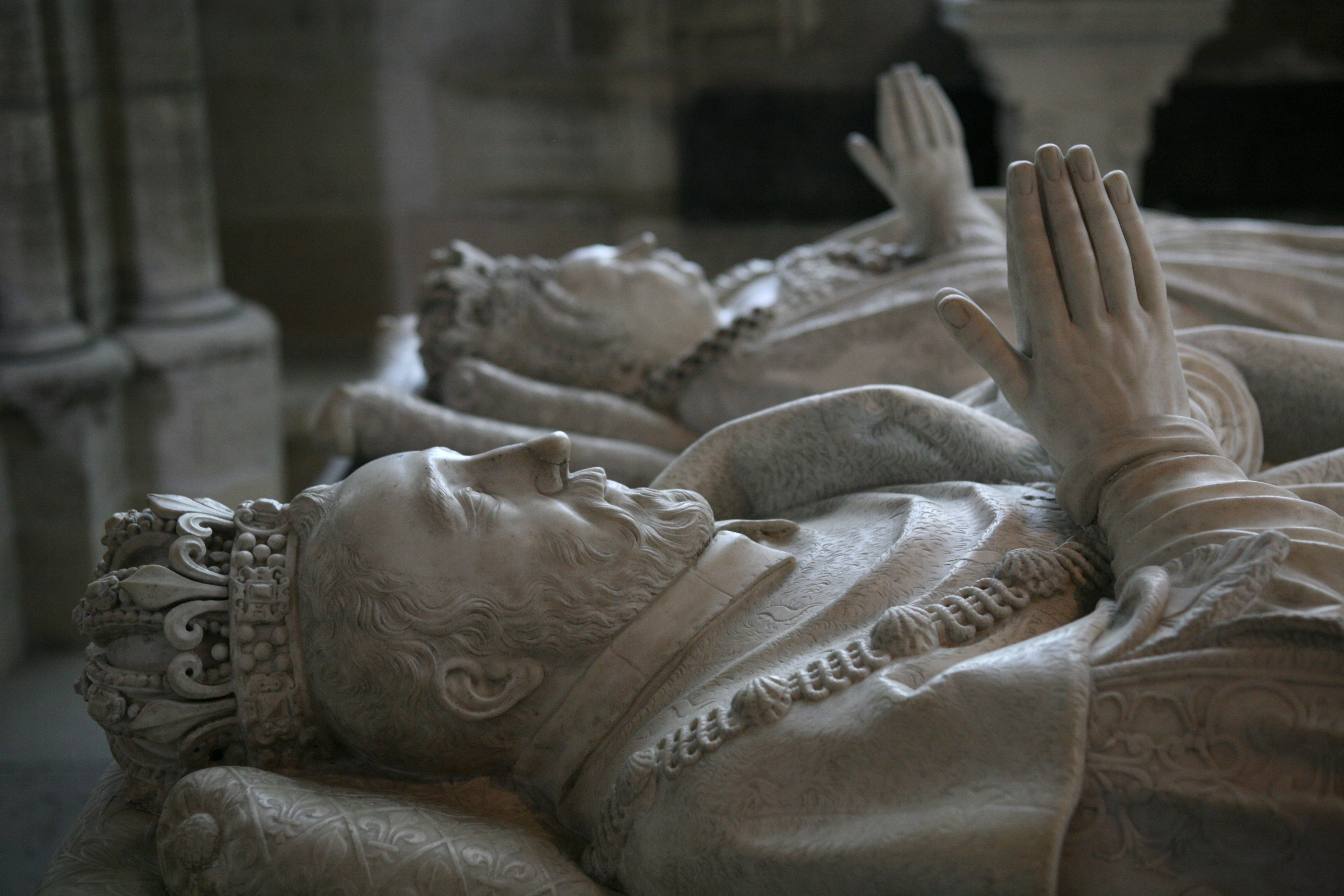
Gisant d'Henri II, Saint-Denis

Jean Kiras expose pour la première fois en 1959 au Grand Café, à Céret, une série sur Les platanes de Céret, puis, à partir de 1961, à Paris, à la galerie de Marignan. Dès 1963, il participe au Salon de la Jeune Peinture où on le retrouvera notamment en 1977 et 1981, Francis Parent et Raymond Perrot l'y situant alors aux côtés de Jean Rustin, Édouard Trémeau, France Mitrofanoff, Mario Castro-Hansen et Concha Benedito au sein du collectif « Naître-Devenir » qui, à partir du corps humain, s'efforce de définir des directions de lutte. Tout au long de sa carrière, il procède de la sorte par séries thématiques, la première d'importance et qui porte en germe l'œuvre à venir étant donc consacrée aux Corps. Puis, en 1975, ce sont les Gisants, d'après les tombeaux des rois Louis XII, François Ier et Henri II de la basilique de Saint-Denis. Cette série est indissociable de l'exposition « Le Roi, la Sculpture et la Mort », co-réalisée par la Maison de la Culture de Seine-Saint-Denis, la Bibliothèque nationale de France et les archives départementales de la Seine-Saint-Denis. Elle est présentée au musée d'Art et d'Histoire de Saint-Denis et à différents endroits en France. Suivent l'exposition « Corps », dans l’espace funéraire de la basilique de Saint-Denis en 1978, et d'autres expositions des « Corps » et des « Gisants », notamment à Tours, Saint-Ouen, Nice, Cagnes et à Saint-Cyr-l'École. « Corps » représente entre autres un travail sur une étude de pieds et de main coupés de Théodore Géricault. L'assassinat d'Aldo Moro, à qui Jean Kiras rend directement hommage, confère à cette série une actualité dramatique.
Dans les années 1980, les thèmes de Jean Kiras sont surtout liés aux réalités sociales avec « Le vêtement de travail » en 1981, série de pastels exposée à la galerie Édouard Manet à Gennevilliers ; « Le Pouvoir » en 1982, série de portraits exposée au Théâtre 71 à Malakoff ; « New York Stock Exchange », peintures de grand format avec comme support le tirage photographique d'une page de la bourse du New York Times, et « Journaux » en 1983, peintures et dessins sur des pages de journaux, en réaction à la violence de l’actualité, exposés au théâtre Gérard-Philipe par le musée d'Art et d'Histoire de Saint-Denis, puis au musée municipal de La Roche-sur-Yon et au musée d'Art contemporain et d'Art régional d'Annecy. Ses travaux sur les pages de journaux ont conduit les comités d’entreprise des journaux Le Figaro, Le Monde et Le Dauphiné libéré à inviter Jean Kiras en 1983 et en 1984 à travailler dans leurs imprimeries (« Un peintre à l’imprimerie »). Il devient ainsi le premier artiste à intervenir en direct sur les presses rotatives. Une lithographie réservée au personnel du Monde en porte témoignage.
Dans les années 1990, d'autres thématiques retiennent Jean Kiras. Il quitte l’aspect purement social, mais sans perdre de vue pour autant la condition humaine et méditer sur ce qui la figure par excellence : le corps et les outrages qu’il subit. Le milieu urbain et son mode de vie particulier, à la limite de l’inhumain, lui inspire une série de peintures où évoluent des formes anthropoïdes, anonymes et esseulées : « La ville », exposée en 1990 à la galerie d’art contemporain Jean Fradin à Nantes, ainsi qu’à La Roche-sur-Yon et à Lille. À cette époque, Jean Kiras peint aussi la fresque Les Marcheurs du Nord pour le Crédit du Nord à Lille. Après Pablo Picasso et tant d’autres, il s’intéresse ensuite au retable d'Issenheim de Matthias Grünewald, auquel il rend hommage dans une suite de « Crucifixions »,, exposée en 1990 à l’abbaye aux Dames de Saintes. Outre diverses gouaches et encres, elle est composée de quinze grandes toiles. Les lignes, fluides ou anguleuses et, en général, le mouvement structurent le corps tel qu’il y est représenté. Dans la continuité, mais avec un regard plus anatomique et acéré, il propose une série de « Torses », exposée en 1992 à la galerie Lise et Henri de Menthon à Paris,. « La ville » et « Torses » sont réexposées plus tard, en 2007, à Troyes ; plus tard encore, les « Crucifixions » sont réexposées à plusieurs reprises à la cathédrale de Troyes. Jean Kiras réalise parallèlement sa première série « Visages, crânes et masques », où la tradition bigarrée des calaveras mexicaines le dispute à celle des vanités occidentales. Ces « Memento mori » modernes sont exposés en 1990 à Nice et à Monaco.
À partir des années 1990, l’art de Jean Kiras, son analyse graphique et picturale de la réalité physique, son « écriture » comme en parle le peintre lui-même, se nourrit également de la nature. Ainsi naissent des encres et des aquarelles, mais aussi des peintures, simples études ou œuvres plus importantes, sur les « Arbres couchés », les « Pierres, arbres et rochers », la « baie de Saint-Vaast », les « Rochers de Batz », etc. Ces derniers surtout ont été réalisés au hasard de séjours sur place, notamment en 1998 et en 2006, et exposés en 2008 à la galerie Le Triangle blanc au Croisic.
En 2000, Jean Kiras commence un travail sur la bibliothèque ancienne de Troyes, avant son démantèlement et son déplacement à la nouvelle médiathèque de la ville. S'il abandonne momentanément la représentation du corps humain, il conserve pourtant le souci de rendre compte du temps et de son action. Les livres sont représentés debout, leurs dos silencieux comme autant de stèles à la limite de l’abstraction. L'exposition « Un peintre et la bibliothèque » a lieu en 2002, avec des photographies réalisées par Florence Kirastinnicos au musée Saint-Loup de Troyes, dans la salle même où se trouvaient les rayonnages. Elle est remontée plus tard, en 2010, à l'université de Nantes et, en 2011, à Esch-Belval, pour l’inauguration des nouveaux locaux de l'université du Luxembourg.

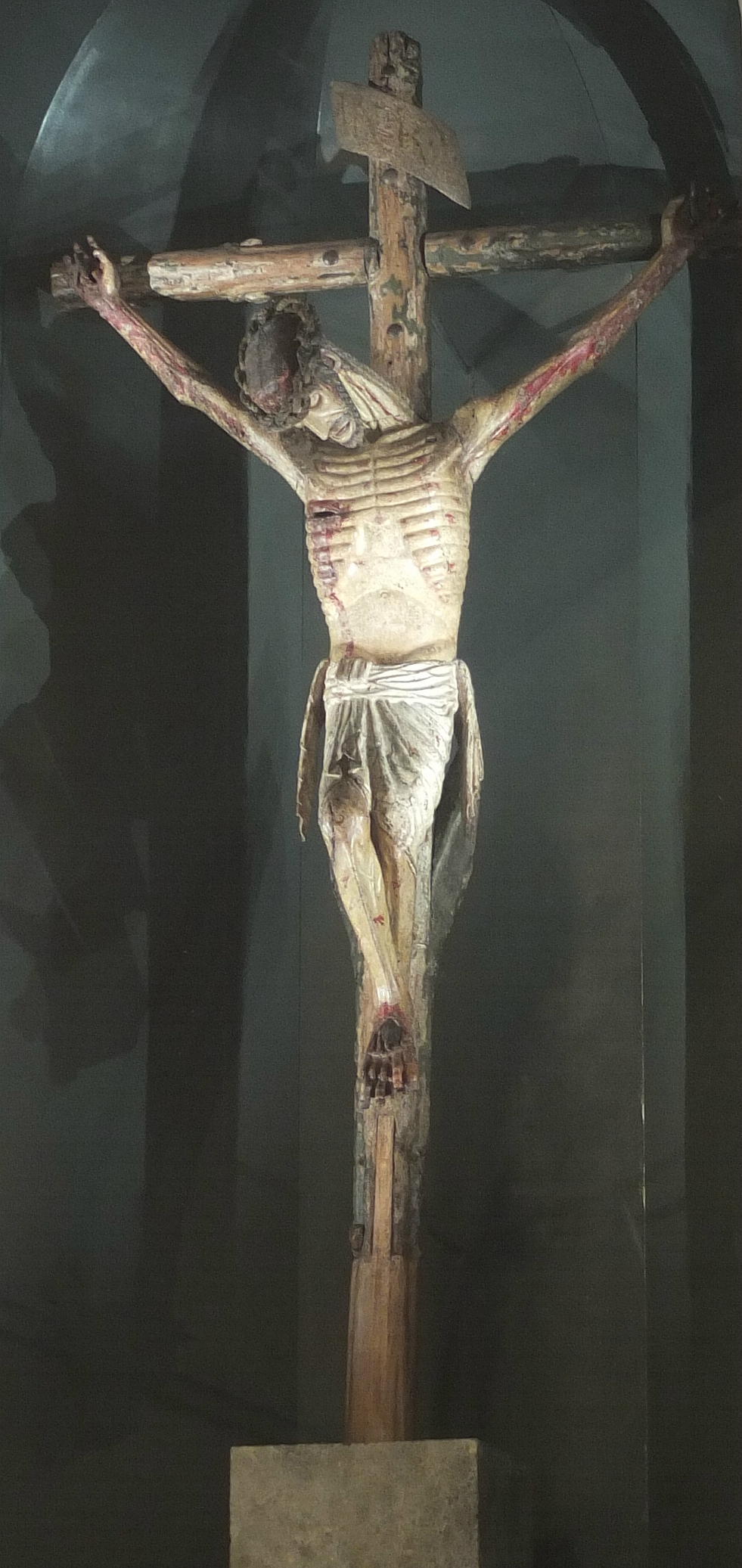
Le Dévôt Christ, cathédrale de Perpignan

Jean Kiras se tourne ensuite, pour son deuxième hommage à une représentation artistique de la Crucifixion, vers la sculpture du Dévôt Christ de Perpignan, datant du début du XIVe siècle et conservée à la cathédrale Saint-Jean-Baptiste. Il y combine l’étude du matériau de la sculpture, le bois, et celle de l’anatomie si particulière de ce Christ en croix, expressionniste avant la lettre, pour fouiller au plus profond de la souffrance humaine. La série est exposée en 2004 à l’église Saint-Nizier de Troyes, puis en 2006, avec des peintures nouvelles, au couvent des Minimes de Perpignan. En 2007, une sélection de peintures est présentée à la galerie Odile Oms à Céret. Lorsqu'en 2010 la sculpture originale est restaurée par le Centre de conservation et de restauration du patrimoine, le conseil général des Pyrénées-Orientales et la Direction du patrimoine et de la catalanité s'adressent à Jean Kiras pour accompagner les radiographies de la sculpture par son interprétation moins scientifique au sein de l’exposition « Le Dévôt Christ revisité » à la chapelle Notre-Dame-des-Anges de Perpignan.
En 2005, Jean Kiras expose sa deuxième série de « Crânes », mêlant cette fois crânes humains et animaux, à l'école supérieure de arts appliqués de Troyes. En 2007, il expose « Les Portes », à partir des portes en bois et fer forgé d’églises catalanes romanes, à la cathédrale Saint-Pierre-et-Saint-Paul de Troyes.
La série suivante est consacrée à « L’Aube des paysages », vaste contemplation des étendues champêtres autour de Troyes, où, suivant une construction souvent semblable, se superposent labours de la terre et traînées brumeuses du ciel. L’exposition a lieu en 2008 à la Maison pour tous de Sainte-Savine. La même année, Jean Kiras réalise le triptyque Le Christ aux paysages pour la cathédrale de Troyes. En 2009, il se laisse toujours porter par la nature pour les « Marais lumières », variations sur les marais salants de Guérande, exposées à l'ancienne criée du Croisic.
Jean Kiras revient ensuite à l’étude du corps humain et de son expressivité du désarroi. Plus que jamais, les corps sont une surface de scarifications. Mais, depuis les « Torses », l’observation de la sculpture a opéré un changement dans sa vision et le dessin rend plus tragiques encore ces êtres éperdus et désemparés. La série intitulée « L’homme incertain » est exposée en 2011 à la galerie Le Grand T à Nantes. La série des « Dos » en émane directement. Un voyage en Grèce affine encore plus le regard du peintre et le mène plus loin sur la voie d’un retour assumé à la figuration la plus directe, mais sans perdre ni sa manière ni l’expression qu’elle permet. La sculpture grecque classique, surtout les pièces maîtresses conservées au British Museum à Londres, est ainsi à l'origine de toiles où, désormais, ce ne sont plus des dessins, mais des volumes de pierre qui se détachent sur des fonds éteints ou fusionnent avec des décors de lumière. La « Suite grecque » est exposée en 2014 au Centre culturel Didier Bienaimé de La Chapelle-Saint-Luc,,,,,,. Une série sur le portrait présumé de César découvert dans le Rhône en 2007 et conservé au musée de l'Arles antique en est le prolongement. C’est une sculpture d’une autre nature qui attire Jean Kiras ensuite : les moulages des corps réalisés lors des fouilles à Pompéi. Ces plâtres constituent le support pour une approche encore différente du corps humain, plus intériorisée, et invitent à poursuivre les expériences de construction de l’espace de la toile entreprises depuis les « Hommes incertains ». « In Memoriam, les corps de Pompéi » est exposé à l'espace d'art Café des négociants de Rezé en novembre 2015, et à Troyes en 2016.
Après l’intermède d’un retour à la nature par le biais du phénomène de migration des grues (« Le Vol perpétuel », exposé en 2017 au Café des Négociants de Rezé,, et en 2018 au musée des Beaux-arts de Troyes),, Jean Kiras continue par la suite sa lecture du corps humain et sa dissection des états mentaux de son époque dans une nouvelle série intitulée « Incertitudes ». Elle est exposée en septembre 2019 à la galerie du Coq à Saint-Augustin-des-Bois.

### Sculpture
En 1967, Jean Kiras participe à la Biennale de Paris en tant que sculpteur. Après avoir réalisé sur commande un certain nombre de sculptures, en bois, en béton ou en acier, il cesse provisoirement cette activité en 1974 pour se consacrer plus intensivement à la peinture.
Par la suite, de nouvelles commandes — et surtout les différentes séries de peinture — sont cependant parfois l’occasion de réaliser également des montages à partir de matériaux divers ou de faire des modelages en plaques de zinc soudées (séries « La Ville », « Crânes », « Crucifixions », « Pompéi »…).

### Scénographie
S'impliquant dans la société de son lieu de vie, Jean Kiras met en scène plusieurs expositions à caractère local, comme la « Rénovation du centre ville de Saint-Denis », « Vivre en Seine-Saint-Denis », « Gennevilliers, mes jours et moi » ou encore « 200 ans d'industrie » à Vierzon et « Histoire ouvrière » à Montluçon, mais aussi sur la « Commune de Paris », avec la collaboration de F. Hincker, et, dans une veine plus artistique, sur la « Photographie française » et les « Histoires de photographes ». Il est également scénographe de l'exposition spectacle « Le grand voyage de Francisco Goya », en partenariat avec la Bibliothèque nationale de France et avec la collaboration de M. Melot, O. Oudiette, D. Haddad et Jean-Pierre Agazar, ainsi que des expositions « Picasso : le peintre et la légende », avec la collaboration d'O. Oudiette et de D. Haddad, « Philippe Soupault le voyageur magnétique » et « Steinlen affichiste ». Il collabore également à la conception et aux décors de spectacles vivants au Palais des sports, au théâtre de l'Est parisien ou à l'Atelier théâtral du Havre.

## Commandes publiques et privées
En 1965, Jean Kiras réalise un bas-relief lumineux en résine dans le quartier du Haut-du-Lièvre à Nancy. En 1968, il remporte le concours pour la décoration du Centre international de séjour de Paris et crée un bas-relief en acier. En 1969, il crée des sculptures pour l'IUT d'Orléans et un bas-relief en béton coffré pour l'église Sainte-Claire à Limoges. Jusqu'en 1974, d'autres sculptures, peintures et bas-reliefs lui sont commandés pour l'école de Sotteville-les-Rouen, les CES de Levroux et Loches, le Centre de soins de Manosque et les écoles maternelles de Trappes et d'Élancourt.
De 1974 à 1978, il dessine des affiches, notamment pour le théâtre de l'Est parisien, le théâtre Romain Rolland, le théâtre Gérard-Philipe à Saint-Denis et le théâtre de la Jacquerie à Villejuif, mais aussi pour la mairie de Saint-Denis, la Maison de la Culture de la Seine-Saint-Denis, etc.
En 1983, après dix ans de retrait, il répond de nouveau à une commande pour une décoration monumentale au siège de la CCAS de Montreuil.
En 1984, l'IFOREP du château d'Embrun lui commande une série de 30 gouaches sur le thème de « Une montagne au Queyras ».
En 1990, le Crédit du Nord lui commande, pour l’inauguration de son siège, « Les Marcheurs du Nord », une série de quatre toiles de grand format (1,60 × 4 mètres). La fresque s’inscrit dans la suite de « La Ville », mais, s’inspirant du carnaval de Dunkerque, elle est néanmoins totalement autonome par un traitement plus graphique des corps et le croisement avec la thématique des crânes.
En 1994, la Ville de Saint-Denis invite Jean Kiras à participer à la décoration du nouvel hôtel de ville, où il crée des sculptures.
En 1995, pour la Coupe du monde de football, la Ville de Saint-Denis lui commande une série de 20 bornes-sculptures constituant un parcours archéologique « De saint Denis à Saint-Denis », qu'il réalise en collaboration avec Luc Fauchois,. L’œuvre est installée en 1998.
En 2003, la Ville de Gennevilliers lui commande 17 bornes en métal peint, installées à travers toute la ville et signalisant l’identité historique de ses différents quartiers,. De 2006 à 2008, deux commandes supplémentaires concernent 20 bornes installées le long du canal de l'Ourcq et d'autres le long du canal Saint-Denis.

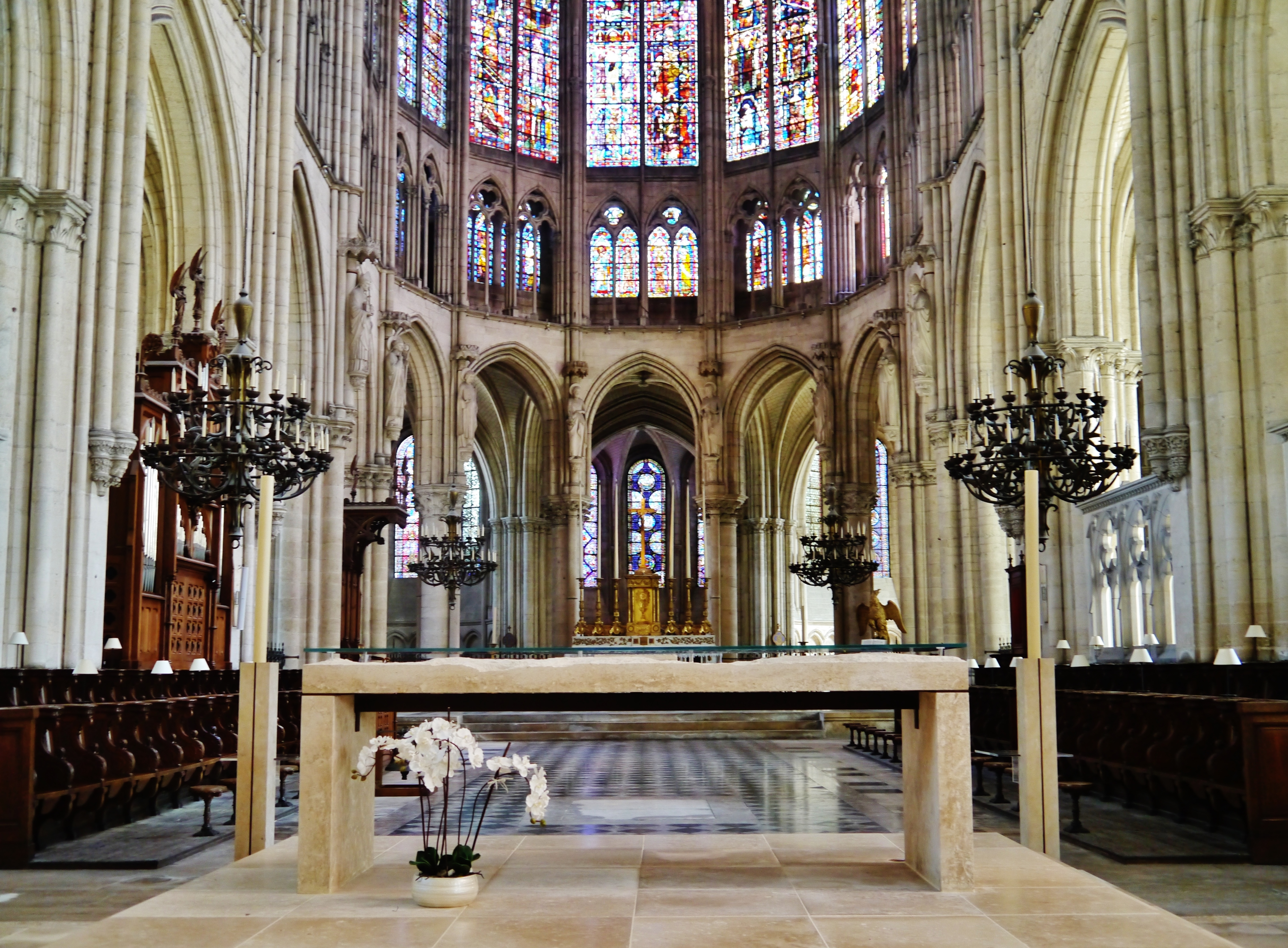
Cathédrale Saint-Pierre-et-Saint-Paul de Troyes

En 2008, pour le 800e anniversaire de la cathédrale Saint-Pierre-et-Saint-Paul de Troyes, commande lui est passée pour Le Christ aux paysages. Ce grand triptyque (1 × 3 mètres) s’inscrit dans la continuité de la série « L’Aube des paysages » et constitue pour Jean Kiras la troisième rencontre avec une représentation artistique de la crucifixion. Il s’agit cette fois du Christ de l’église Saint-Benoît de Feuges, datant du XVIe siècle, encadré sur la toile de Jean Kiras par une aube à peine naissante à gauche et, à droite, par un Midi de plus en plus lumineux. L’œuvre est installée dans le transept sud et inaugurée les 20 et 21 septembre 2008.
Également pour la cathédrale de Troyes, il dessine en 2009 le nouveau mobilier liturgique — autel principal, ambon, cathèdre et sièges — et en supervise la fabrication et l’installation. De 2017 à 2018, il participe à la rénovation de la chapelle d’un couvent à Troyes en réalisant le tabernacle et en y installant une peinture-sculpture de crucifixion conçue spécialement.

## Autres expositions (sélection)

### Expositions personnelles
- Galerie de Marignan, Paris, 1962.
- Maison de la culture de Bourges, 1979.
- Maison des arts du Léman, Thonon-les-Bains, 1980.
- Galerie du Coq, Saint-Augustin-des-Bois, 2019 (Incertitudes), 2022 (Portraits du Gilles).

### Expositions collectives
- Travail et banlieur (1880-1980) - Regards d'artistes : Jules Dalou, Jean Kiras, František Kupka, Auguste Lepère, André Lhote, Maximilien Luce, Édouard Pignon, Boris Taslitzky…, musée du Domaine départemental de Sceaux, octobre 2001 - janvier 2002[43].
- Mosaïques 2013 (Christian Noorbergen, commissaire d'exposition), salle des fêtes de Pont-Sainte-Marie, octobre 2013[44].
- Trésors de banlieues, halle des Grésillons, Gennevilliers, octobre-novembre 2019[45].
- Fenêtres d'artistes avec vues sur les sciences, exposition réalisée par Jean Kiras en partenariat avec l'Association Science Technologie Société (A.S.T.S., Paris), espace Jacques-Brel, Sainte-Geneviève-des-Bois (Essonne), mars-avril 2023[46].

## Réception critique
- « À partir des corps de Louis XII, de François Ier, d'Henri II, transis, surpris dans les sursauts de l'agonie, déjà décharnés, rejoignant déjà la pétrification statuaire, il en a poursuivi pendant trente mois l'approche, l'analyse, la reconstruction. Toutes les techniques - huile, acrylique, gouache, pastel, fusain, plume, crayons de couleur - n'ont pas été de trop pour en faire le tour et les exprimer dans tous les registres… On est à cent lieues, à cinq siècles des danses macabres. L'artiste s'est livré à "un travail sur l'imaginaire du corps", le corps et son ossature et ses réserves secrètes, étiré, compressé, noué, dénoué, promu paysage minéral, en un mot œuvre d'art. Telle tête, dont la bouche entrouverte émet le dernier souffle, se recouvre de plaques d'armures piquetées. Telle déformation musculaire, rosée, bleutée, rejoint les anatomies de Francis Bacon, que dis-je, elle les dépasse. Dans tel triptyque, pastels d'un bleu livide sur fond noir, les cadavres libérés de leur poids décollent en beauté… Au fait, il n'a pas voulu, Jean Kiras, autre chose que la "célébration de la vie", même en face de la "fascination de la mort". » - Jean-Marie Dunoyer[4]

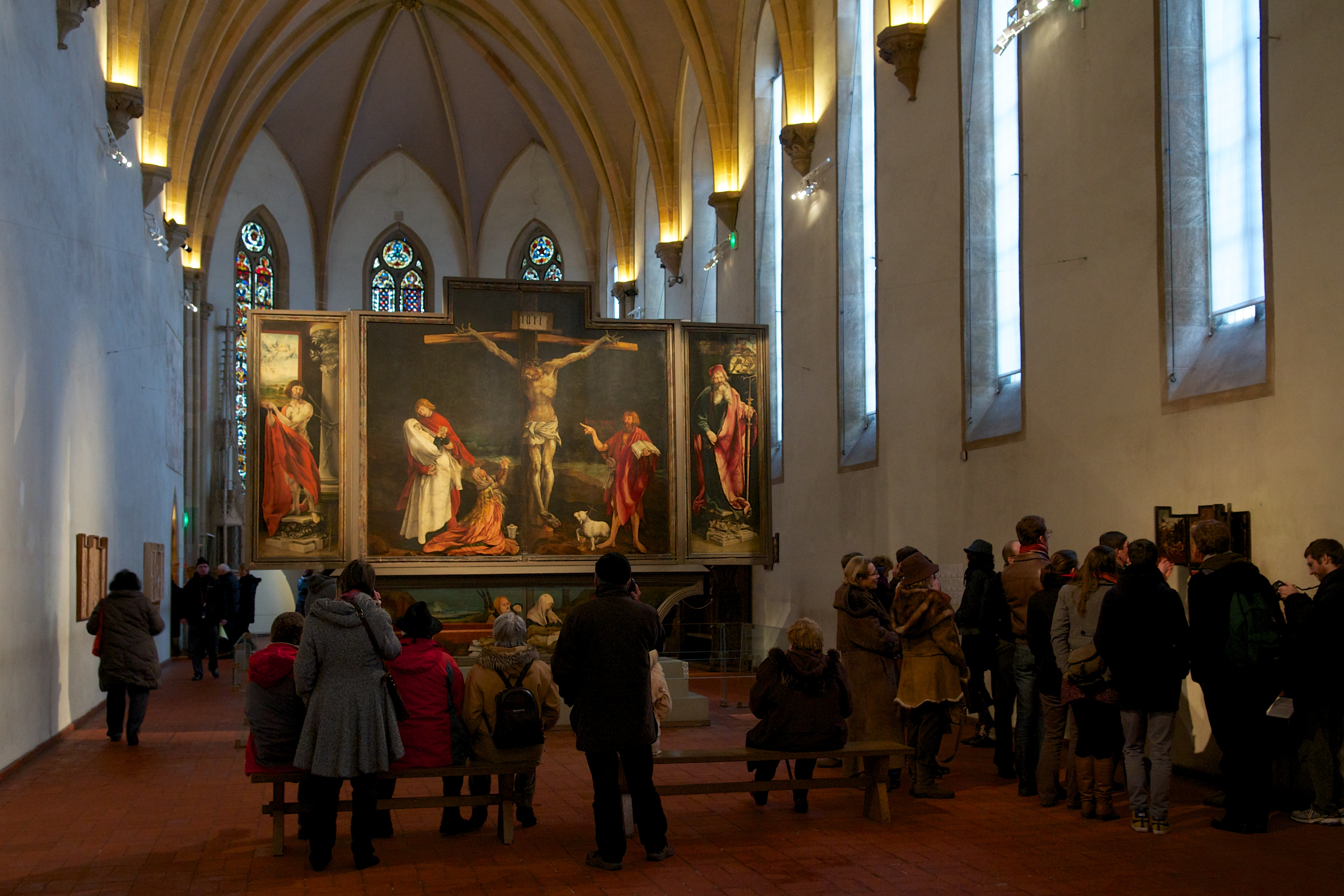
Retable d'Issenheim, Colmar

- « Kiras peint le destin de l'homme, sa condition mortelle et son histoire meurtrière. Peinture tragique, certes, mais lucide : "ce qui entre dans mon atelier, c'est la vie, bien sûr, mais la vie menacée, écrasée… Ce sont les atteintes portées partout autour de moi au corps des autres et donc au mien". Jean Kiras est un peintre anthropophage : tel Chronos qui dévore ses enfants, il se nourrit non pas de la chair de l'homme, mais de sa création. Des Gisants au Dévot Christ de Perpignan en passant par le retable d'Issenheim, il traque, il dissèque, il désassemble ces chefs-d'œuvre endormis pour en saisir l'essence, les faire renaître à travars son propre regard, transfigurés, projetés dans l'aujourd'hui de la peinture et dans le respect profond de leur être. Rarement démarche picturale n'intègre aussi honnêtement le dialogue entre artistes de tous temps confondus, pour affirmer avec force qu'une œuvre d'art ne meur jamais. Jean Kiras est un peintre de l'inconfort : aussi bien dans le série des crucifixions, des torses privés de tête, de peau, de chair, écartelés dans un désordre de signes chaotiques, que dans la série des pausages de l'Aube, sans complaisance, sans "premier plan" pour conforter la description de l'espace, nous laissant face à ce vide terrible, terreur des peintres : "seule compte la volonté d'aller le plus loint possible dans la recherche de l'inconnu". » - Béatrice Tabah[47]

## Collections publiques
- Château Grimaldi, Cagnes-sur-Mer.
- Musée d'Art moderne de Céret, Sans titre, huile sur toile 81x65cm, 1966[48].
- Mairie (salle des mariages) de Gennevilliers.
- Musée municipal de La Roche-sur-Yon.
- Assemblée nationale, Paris.
- Musée d'Art moderne de la ville de Paris, Gisant, dessin 64x49cm, 1975[49].
- Fonds national d'art contemporain, Puteaux, dessin 65,3x49,5cm[50].
- Musée des Beaux-Arts Denys-Puech de Rodez.
- Conseil départemental de la Seine-Saint-Denis, Saint-Denis.
- Musée d'Art et d'Histoire Paul-Éluard de Saint-Denis (Seine-Saint-Denis).
- Centre culturel de l'abbaye aux Dames de Saintes.
- Musée de Saint-Ouen-sur-Seine.
- Cathédrale Saint-Pierre-et-Saint-Paul de Troyes[42],[41] :
  - Christ aux paysages, triptyque sur toiles 100x300cm, 2008.
  - Mobilier liturgique.
- Musée d'Art moderne de Troyes, Le vol des grues, huile sur toile (série Le vol perpétuel).

D'autres œuvres se trouvent au Centre de santé de Manosque, au siège de l’Institut de formation GDF-EDF de Paris, au CCAS GDF-EDF de Montreuil et au siège du Crédit du Nord de Lille. La Caisse d’épargne de La Roche-sur-Yon et le comité d’entreprise de l’imprimerie du Figaro, en conservent également dans leurs collections.

#### Catalogues d'expositions
- « Corps », peintures et dessins, avec des textes et un entretien d'Olivier Oudiette avec Jean Kiras, Saint-Denis, 1978.
- Jean Kiras, « Journaux », avec des textes de Jean Rollin et d'Adolfo Fernandez-Zoïla et un entretien de Joël Jouanneau avec Jean Kiras, Imprimerie municipale de Saint-Denis, 1983.
- Jean Kiras, Itinéraire, avec un texte de Robert Gaillard et des extraits d'entretiens d'Olivier Oudiette et de Joël Jouanneau avec Jean Kiras, Bures-Morainvilliers, IFOREP, 1983.
- Kiras, Peintures 1986 1989, avec des textes d'André Audureau, de Jean Christian Fradin et d'Adolfo Fernandez-Zoïla, Géhan, Parthenay, 1989.
- Visages, crânes et masques. Jean Kiras, œuvres récentes, avec des textes d'Esther Thomas et d'Adolfo Fernandez-Zoïla, Monte-Carlo, Galerie Noor Arts, 1990.
- Rencontres avec la Bibliothèque de Troyes, peintures Jean Kiras, photographies Florence Kirastinnicos, avec des textes de Frédéric Beigbeder, Thierry Delcourt, Marie Depussé, Christian Noorbergen, Hubert Nyssen, Dominique Pagnier, Jean-Luc Rio, Jean Rouaud et Olivier Todd, Buxières-les-Villiers, Éditions Castor & Pollux, 2002  (ISBN 2-912756-60-X).
- Béatrice Tabah et Yves Mausen, Jean Kiras, 30 années de peinture, musée d'Art moderne de Troyes, Imprimerie La Renaissance, 2009  (ISBN 2-915829-21-7).
- Jean Fradin, Jean Kiras (L'homme incertain, Le Grand T), Nantes, Éditions joca seria, 2011.
- Yves Mausen, Jean Kiras, « Suite grecque », Centre culturel Didier Bienaimé, ville de La Chapelle Saint-Luc, Pont Sainte-Marie, Éditions de la Renaissance, 2013  (ISBN 978-2-915829-36-5).
- François Baroin, Chantal Rouquet, Céline Nadal et Jean Kiras, Jean Kiras, Le vol perpétuel, musée des Beaux-Arts de Troyes, 2018  (ISBN 978-2-9521332-5-8).

#### Autres ouvrages
- Francis Parent et Raymond Perrot, Le Salon de la Jeune Peinture - Une histoire, 1950-1983, Imprimeries libres, 1983.
- Jean-Pierre Delarge, Dictionnaire des arts plastiques modernes et contemporains, Gründ, 2001.